# Vitkulla
Vitkulla var en mytisk plats som beskrivs som motsatsen till Blåkulla. Under den berömda svenska häxjakten mellan 1668 och 1676, som är känd som det stora oväsendet, nämndes både Vitkulla och Blåkulla i barnens vittnesmål. Det är dock mindre känt än Blåkulla och spelade aldrig lika stor roll i häxprocesserna. Till skillnad från Blåkulla, som finns nämnt redan på 1400-talet, så tycks berättelsen om Vitkulla ha uppkommit under den stora häxjakten 1668.

## Historia
Berättelsen om änglarna i Vitkulla fanns med redan från början. Den första som nämnde en ängel var troligen vallpojken Erik Eriksson, som avgav sitt vittnesmål ungefär samtidigt med Gertrud Svensdotter i Lillhärdal i rättegången mot Märet Jonsdotter år 1668. Särskilt i Hälsingland verkar de ha varit ofta omnämnda. Själva namnet Vitkulla finns belagt från Uppland 1675; ofta uppfattas änglarna som tillhörande i Blåkulla, även om de var goda. Visgossen Mats Johansson från Njutånger, som kom till Uppsala som tiggare 1675, sade att änglarna i Vitkulla hade lärt honom att se djävulsmärket i häxornas panna, och pekade ut flera kvinnor i staden.
Vägg i vägg med Satans matsal låg änglarnas kammare, inredd med bänkar som i en kyrksal och helt och hållet i vitt från golv till tak, varifrån Gud i en grå kåpa och grått skägg ("precis som herr Olof i Mo") ropar till dem "Kommen hit! I ären mina barn". Änglarna hade fågelklor till händer och fötter, några flög omkring och de var klädda i vitt linne, mässärkar och snäva byxor, och de slog satansmaten ur händerna på barnen, grät tårar stora som ärtor och bad dem bekänna så att häxorna kunde utrotas och sände med budskapet att människor inte skulle arbeta på torsdagskvällar, inte använda mössor med krusade tröjärmar och inte sälja tobak till överpris.
Barnen var ju inte endast offer för häxorna som tagit dem dit, i Blåkulla hade barnen också själva deltagit i sexuell synd och försvurit sig till Djävulen och ätit hans mat. Att änglarna försökte hjälpa dem var därför ett sätt för barnen att understryka att de i första hand hade varit häxornas offer, och "Blåkullas vita änglar" var populär bland vittnesmålen.
Men domstolarna var aldrig särskilt intresserade av änglarna. Rätten frågade varför änglarna, om de hade försökt hindra dem från att äta av satansmaten, inte försökt hindra dem att göra värre saker, som att ha sex med djävlarna. Under häxprocessen i Järvsö 1673 försökte trolldomskommissionen förgäves bestämma sig för om änglarna var goda eller onda.  De tycks inte ha spelat en stor roll i processerna, utan ignorerades som regel av domarna, men inte desto mindre utgjorde de ett viktigt och välkänt begrepp under processerna 1668-76, och upprepades gärna och ofta av barnen i processerna över hela landet jämsides med Blåkulla.